# الطريق الأوروبي E73
الطريق الأوروبي E73 هو طريق من شبكة الطرق الأوروبية الدولية. يربط المجر وشرق كرواتيا بالبوسنة والهرسك والبحر الأدرياتيكي بالقرب من ميناء بلوتشي.